# Kronologija Domovinskog rata: svibanj 1995.

### 1. svibnja
- Hrvatske redarstvene snage u munjevitoj akciji Bljesak oslobodile su Jasenovac i selo Medare.[1]
- U 5:30 sati počela je akcija redarstvenih snaga Republike Hrvatske Bljesak, kojoj je svrha osigurati slobodan promet i spriječiti terorizam u bivšem Zapadnom sektoru UNPA, o čemu je pravodobno izvješten UNCRO, priopćeno je iz Ureda za odnose s javnošću MUP-a RH.[1]
- Predsjednik Tuđman primio u Predsjedničkim dvorima veleposlanika SAD Petera Galbraitha na njegov zahtjev i tom prigodom mu u svezi s incidentom na auto-cesti rekao da Hrvatska, ostajući dosljedna svojoj politici mirnog rješenja i normalizacije odnosa, želi osigurati normalan promet i spriječiti daljnje incidente na tom za gospodarstvo Hrvatske važnom prometnom pravcu.[1]
- UN nije uspio osigurati produljenje prekida vatre u BiH, koji je istakao u podne, zahvaljujući nepokolebljivom protivljenju obiju strana, priopćio je glasnogovornik UN u Sarajevu Colum Murphy.[1]
- Predsjedničkom izjavom Vijeće sigurnosti zatražena je obustava hrvatske ofenzive u Zapadnom sektoru.[1]

### 2. svibnja
- Hrvatske redarstvene snage ušle u Okučane. Bila je to završnica dvodnevnih žestokih borbi i akcija redarstvenih snaga Republike Hrvatske, koje su dobile zadatak da uspostave siguran promet auto-cestom Zagreb-Lipovac kroz privremeno zaposjednuto područje.[1]
- Srpski odmetnici poduzeli bezumni čin odmazde nad civilima, šest kasetnih projektila palo na središte Zagreba, poginulo pet osoba, a 121 ozljeđena, od kojih je desetero u životnoj opasnosti. Posve je sigurno kako je zapovijed za napad dao Milan Martić, a na razini vojne proslijede izvršili generali Milan Čeleketić, zapovjednik stožera tzv. vojske rsk i Dušan Lončar, načelnik tog stožera.[1]

### 3. svibnja
- Šest novih srpskih projektila palo na civilne ciljeve u Zagrebu. Jedan projektil pogodio Dječju bolnicu u Klaićevoj ulici, gdje je jedna osoba poginula a pet je ranjeno. Jedan od projektila pao je i na zgradu Kulturno-umjetničkog društva Kolo i okolne zgrade, gdje je više članova baleta Hrvatskog narodnog kazališta ranjeno.[1]
- Zapadna Slavonija je oslobođena, ostalo je još uvijek okupirano nešto više od 11 posto cjelokupnog teritorija Republike Hrvatske, istaknuto na sjednici Vijeća obrane i nacionalne sigurnosti.[1]
- Ulaskom redarstvenika i postrojbi Hrvatske vojske u Okučane, a potom u večernjim satima i na područje Stare Gradiške, gdje su se zadržale posljednje razbijene skupine pobunjenih okučanskih Srba, cjelokupan teritorij Brodsko-posavske županije postao je slobodan od utorka 2. svibnja 1995., izjavio novinarima general HV Petar Stipetić.[1]
- Na izvanrednoj konferenciji za novinare, koju je u stožeru mirovnih snaga u Zagrebu održao posebni izaslanik UN Yasushi Akashi, novinarima podijeljen tekst usmenog sporazuma između hrvatske i srpske strane o potpunom prekidu neprijateljstava u Hrvatskoj od srijede 3. svibnja u 16 sati.[1]
- Beogradski tisak na prvim stranicama donosi vijest o agresiji Hrvatske na zapadnu Slavoniju, kritizira se pasivnost snaga UN, koje nisu o pripremama obavijestile Srbe, a najviše ih je zasmetalo blago predsjedničko priopćenje Vijeća sigurnosti.[1]

### 4. svibnja
- Terorizam više nećemo trpjeti... Ovim dajemo znati: ako srpski kolovođe još jednom ponove zločinački napadaj, hrvatska će država najodlučnije odgovoriti, da bi se spriječio svaki daljnji terorizam, stoji u poslanici predsjednika Republike Hrvatske dr. Franje Tuđamana.[1]
- Terorističke napade na Zagreb 2. i 3. svibnja naredio osobno vođa srpskih pobunjenika Milan Martić, a proveo zapovjednik njihovih postrojba Milan Čeleketić, navodi u pismu tužitelju Međunaronog suda za ratne zločine u Den Haagu Richardu Goldstoneu hrvatski ministar vanjskih poslova dr. Mate Granić.[1]
- Vlada Republike Hrvatske uputila poziv civilima i vojnicima srpske nacionalnosti da bez straha odbace oružje. Onima koji to učine Hrvatska garantira sigurnost, civilima sva građanska prava, a vojnicima primjenu Zakona o oprostu.[1]
- Hrvatska je vojska u zapadnoslavonskoj operaciji izgubila 33 vojnika, među njima i zrakoplovca Rudolfa Perešina, a 128 vojnika je ranjeno. Neprijatelj je imao između 350 i 450 mrtvih, te između 1.000 i 1.200 ranjenih, zarobili smo 6 tenkova, 4 oklopna transportera, 42 topa, 2 netaknuta skladišta streljiva, te uništili 6 tenkova i 3 oklopna transportera, izjavio ministar obrane Gojko Šušak na sjednici Hrvatskog sabora.[1]

### 5. svibnja
- Razgovarao sam i s kolegama iz vojnog dijela UN, predstavnicima UNHCR-a i Međunarodnog crvenog križa, te s promatračima EU. I oni su potvrdili korektan odnos hrvatske vlasti prema srpskim pobunjenicima, rekao novinarima izaslanik glavnog tajnika UN Yasushi Akash prigodom posjeta Pakracu u društvu Ivana Jarnjaka i ing. Hrvoja Šarinića.[1]
- Vijeće sigurnosti izrazilo u predsjedničkoj izjavi zabrinutost zbog nastavka neprijateljstava u Hrvatskoj. Vijeće, također, osudilo bombardiranje Zagreba i drugih središta civilnog stanovništva od snaga lokalnih srpskih vlasti i zahtijeva da ga trenutačno prekinu.[1]
- Civilni život mora biti potpuno normalan, a posebno sam zadužio Vladine organe da se maksimalno brinu o civilima i zaštiti njihove imovine, istaknuo hrvatski premijer Nikica Valentić, koji je na čelu Vladina izaslanstva posjetio zapadnu Slavoniju, te tom prigodom pozvao srpske civile na povratak.[1]
- Hrvatska je briljantnom pobjedom u zapadnoj Slavoniji učvrstila svoju međunarodnu poziciju i ubila velikosrpski mit o nepobjedivosti, piše bonski General Anzeiger[1]

### 6. svibnja
- Predsjednik Tuđman otputova u London na proslavu 50.-godišnjice pobjede antifašističke koalicije.[1]
- U sklopu novog mandata UNCRO može imati samo zadaće nadzora hrvatskih međunarodno priznatih granica, kontrolu raketnih sustava paravojnih srpskih formacija i zračne luke u Udbini, te da bude u ulozi promatrača mirne integracije, zaključak je sjednice Vijeća obrane i nacionalne sigurnosti održane u Zagrebu.[1]
- Republika Hrvatska će područje zapadne Slavonije reintegrirati u svoj ustavno-pravni i gospodarski sustav poštujući najviše europske standarde ljudskih prava nacionalnih manjina - stoji u pismu dr. Mate Granića međunarodnim čelnicima u povodu netočnih i neutemeljenih izvješća nekih dužnosnika UN- a na terenu, u kojima optužuju Hrvatsku za nepoštovanje ljudskih prava.[1]
- U Pakrac vraćen Veljko Džakula, jedan od vođa srpske pobune u zapadnoj Slavoniji. I z prihvatnih centara vraćena četiri autobusa i prva skupina pripadnika srpskih paravojnih postrojba.[1]
- SAD pozivaju strane u Hrvatskoj da se maksimalno suzdrže, prekinu borbe i pruže sigurnost civilima, izjavio u Washingtonu glasnogovornik State Departmenta Nicholas Burns na redovitoj konferenciji za novinare. On je također rekao da je odgovornost za rat na onima koji su ga počeli - na bosanskim i hrvatskim Srbima.[1]

### 7. svibnja
- Predsjednik Tuđman i zamjenik američkog državnog tajnika Richard Holbrooke sastali se na proslavi 50. obljetnice pobjede nad fašizmom u Londonu i razmijenili mišljenje o stanju u Hrvatskoj, a po obostranoj ocjeni postigli visoki stupanj razumijevanja.[1]
- Prema podacima vikarijata Banjalučke biskupije sa sjedištem u Zagrebu, u banjalučkoj regiji srpske naoružane skupine dosad ubile više od 400 katolika, uglavnom Hrvata, u njihovim kućama, te četiri svećenika. Protjerano oko 55.000 katolika, a iz dva stara samostana, Bosanskog Aleksandrovca i Nove Topole, protjerano 9 časnih sestara i dvije pomoćnice, a još 1992. protjerano je 50 časnih sestara.[1]

### 8. svibnja
- Predsjednik Tuđman, nakon prisustva na pariškoj proslavi 50. obljetnice pobjede nad fašizmom, otputovao u Moskvu na svečanu proslavu Dana pobjede.[1]
- U zapadnoj Slavoniji odnos prema ratnim zarobljenicima bio je prihvatljiv sa stajališta međunarodnog prava... Po onom što znam, mogu reći da su se u Vukovaru stvari odvijale u najmanju ruku potpuno drugačije, izjavio u intervjuu Večernjem listu šef Promatračke misije EU veleposlanik Albert Turot.[1]
- Vojni odgovor NATO-a nije isključen, izjavio u Sarajevu glasnogovornik generala Smitha, Colum Murphy, nakon napada srpskog topništva na Sarajevo 7. svibnja, što je dosad bio najteži udar na zaštićenu zonu nakon masakra na sarajevskim Markalama u veljači 1994.[1]

### 9. svibnja
- SVEČANA proslava Dana pobjede u Moskvi završena primanjem u Kremlju. Na otvaranju spomeničkog kompleksa na Poklonoj gori predsjednik Tuđman sjedio u prvom redu svečane lože, odmah uz Jeljcina, Zoa Ze Mina, Billa Clintona i Johna Majore.[1]
- HRVATSKA Vlada zahtijeva da se u banjalučku regiju pošalju relevantni međunarodni promatrači, kako bi osigurali da ne dođe do daljnjih povreda prava nesrpskog pučanstva, jer, otkako je počeo sukob, provedeno je etničko čišćenje nad ukupno 55.000 katolika, više od 400 ih je ubijeno u logorima ili njihovim domovima, ubijena su 4 svećenika, te uništeno 37 crkava, stoji u pismu hrvatskog veleposlanika u UN Marija Nobila predsjedatelju Vijeću sigurnosti UN-a Jeanu Bernardu Merimeeu.[1]
- U HRVATSKOJ antifašističkoj borbi sudjelovalo je u raznim oblicima otpora 470.000 osoba, od toga 230.000 u aktivnim oružanim snagama. Za četiri godine oružane borbe protiv fašizma u Hrvatskoj je poginulo 63.000 partizanskih boraca, istaknuto na svečanoj sjednici hrvatskog Sabora u povodu 50. godišnjice pobjede antifašističke koalicije.[1]
- PREMA obavijesti vikara Banjalučke biskupije u Zagrebu dr. Miljenka Aničića, 7. svibnja ove godine srušena filijalna crkva u Šargovcu, u župi Petrićevcu kod Banja Luke, a od 8. svibnja u noćnim satima spaljena filijalna crkva u Majdanu, u župi Mrkonjić-Gradu.[1]

### 10. svibnja
- JUGOSLAVIJA, koja sada propagandno čini neke mirovne napore, šalje teško naoružanje u Hrvatsku. Hoće graditi pontonske mostove na Dunavu a 2.000 dragovoljaca već je u istočnoj Slavoniji. Sve to ukazuje da je ključ problema u Beogradu, rekaao u razgovoru s Yasushijem Akashijem u sjedištu UN u Zagrebu predstojnik Ureda Predsjednika Hrvoje Šarinić.[1]

### 11. svibnja
- POVRATAK svih prognanika u zapadnu Slavoniju mora svakako biti osiguran do jeseni, zaključak je sjednice hrvatske Vlade, koja je predložila rebalans državnog proračuna, jer je za obnovu tih krajeva potrebno 200 milijuna kuna.[2]
- PRIKUPLJENI podaci govore da je operacija oslobađanja zapadne Slavonije izvedena na vrlo profesionalan način i da su izbjegnute civilne žrtve, istaknuo američki veleposlanik Peter Galbraith na konferenciji za novinare u američkom veleposlanstvu u Zagrebu, koji je također naglasio: Jasno smo rekli Martiću da će, budu li pogođeni službeni američki objekti u Zagrebu, posljedica toga čina za one koji su izdali naredbe za raketiranje biti iznimno teške.[2]
- U VOJNI sud u Bjelovaru privode se pripadnici srpskih paravojnih postrojbi, koji se nalaze u prihvatnim centrima u Bjelovaru, Varaždinu i Požegi. Ondje se obavlja obrada, prvenstveno nad osobama za kojima je još 1992. izdana tjeralica i za koje je određen pritvor.[2]

### 12. svibnja
- PREMA posljednjim podacima, na ispitivanje u Vojnom sudu u Bjelovaru zadržano538 osoba od ukupno 1.494, koliko ih je privedeno nakon akcije Bljesak. U istražnim centrima je 238 osoba, jer je protiv njih nakon ispitivanja pokrenuta sudska istraga, a ostali su pušteni kućama, priopćeno iz hrvatske Vlade.[2]
- SAD će poduzeti odgovarajuće akcije u slučaju napada hrvatskih Srba na Amerikance u Zagrebu, izjavio u Washingtonu glasnogovornik Pentagona Kennet Bacon.[2]
- BANJALUČKI biskupski ordinarijat izvijestio da je u Presnačama kod Banja Luke eksplozivom dignuto u zrak biskupsko svetište - crkva sv. Terezija od maloga Isusa. Župnik velečasni Filip Lukenda i časna sestra Cecilija-Pava Grgić spaljeni su skupa sa župnom kućom. Banjalučka policija zabranila pristup mjestu događaja. Time se broj srušenih crkava u Banjalučkoj biskupiji povećao na 40.[2]

### 13. svibnja
- U MARŠEVIMA smrti nakon Bleiburga pogubljeno je oko 150.000 Hrvata, iznio dr. Mate Šimundić na međunarodnom znanstvenom simpoziju u Zagrebu posvećenom hrvatskom stradanju na Bleiburgu 1945.[2]

### 14. svibnja
- DESECI tisuća starih i mladih Hrvata iz zemlje i dijaspore odali na blajburškom polju počast stotinama tisuća Hrvata koji su prije 50 godina ostavili svoje živote na križnim putevima.[2]
- Povodom spaljivanja župnika župe Presnače kraj Banja Luke velečasnog Filipa Lukende i časne sestre Cecilije-Pave Grgić banjalučki biskup Franjo Komarica uputio pismo srpskim vlastima na Palama, u kojem ih preklinje da zaustave zločine nad nevinim sugrađanima.[2]
- PAPA Ivan Pavao II., ogorčen zločinstvom u Banjoj Luci, osudio ubojstva svećenika i redovnice, a pred okupljenim vjernicima na Trgu sv. Petra pozvao da se prekine s mržnjom, krvlju i ratom.[2]

### 15. svibnja
- ODRŽANA komemorativna sjednica Sabora RH, posvećena 50. godišnjici hrvatskih žrtava Bleiburga i križnog puta, s koje je upućena poruka praštanja i pomirenja.[2]
- ZAPOVJEDNIK vojske pobunjenih Srba u Hrvatskoj Milan Čeleketić ponudio ostavku Milanu Martiću, zbog poraza u zapadnoj Slavoniji.[2]
- U SRPSKOM divljanju na području Banja Luke, gdje nije bilo ratnih operacija, uništeno 40 rimokatoličkih crkava.[2]
- TUŽITELJ Međunarodnog suda za ratne zločine u bivšoj Jugoslaviji u Den Haagu Richard Goldstone zatražio ovlasti kako bi počeo suđenje za genocid za koji se okrivljuje vođe bosanskih Srba Karadžić i Mladić.[2]

### 16. svibnja
- HRVATSKA je akcijom u zapadnoj Slavoniji pokazala svijetu da može riješiti problem i na način kako bi to zahtijevali svi narodi u suvremenim državama, ali je spremna učiniti sve da do toga dođe mirnim putem, izjavio novinarima predsjednik Tuđman nakon susreta s njemačkim kancelarom Kohlom i ministrom Kinkelom za jednodnevnog radnog posjeta Bonnu.[2]

### 17. svibnja
- ZBOG prijetnje smrću pripadnici UN-a potpuno se povukli iz Iloka, te je 700 preostalih iločkih Hrvata ostalo bez ikakve zaštite.[2]
- AKCIJA Bljesak vratila je svakom prognaniku ponos, vjeru i nadu da će se vratiti, istaknuto na sjednici Upravnog odbora Zajednice prognanika Hrvatske održanoj u Okučanima.[2]
- SRBI započeli silovit kombinirani tenkovsko-pješački napad na središnjem dijelu oraško-šamačkog bojišta oko Oštre Luke, priopćio Odjel za informiranje Političke uprave Ministarstva obrane HR Herceg Bosne.[2]
- AKCIJA Bljesak izazvana je terorističkim napadima na auto-cesti, čije je cilj bio prekid prometa i blokada otvaranja željezničke pruge Zagreb-Vinkovci, rekao predsjednik Tuđman u intervjuu bonskom listu General Anzeiger.[2]
- PREDSJEDNICI europskih katoličkih biskupskih konferencija uputili, sa sastanka u Assisiju, poziv UN i međunarodnim tijelima, u kome se izražava zgražanje zbog srpske agresije na Banjalučku biskupiju i poziva ih na zaštitu stanovnika na ovim područjima na kojima se ne održavaju ratne operacije.[2]

### 18. svibnja
- SVRHA posjeta Yashusija Akashija Kninu bila je da se tamošnje vodstvo privoli da nastavi razgovore o novom mandatu snaga UN, o povlačenju iz zona razdvajanja i nastavku pregovaračkog procesa, ali Martić je želio razgovarati samo o zapadnoj Slavoniji, izjavio novinarima glasnogovornik UNCRO-a Fred Eckhard.[2]
- Vijeće sigurnosti UN donijelo još jednu rezoluciju 994, kojom se osnažuje prethodna Rezolucija 981, kojom je utvrđen novi mandat i novi naziv snaga UN u Hrvatskoj.[2]
- Nakon što su srušili crkvu Mađara u Dalj-planini i aljmašku Gospu od utočišta četnici od materijala porušenih svetišta grade svoju kasarnu na Čvorkovom brdu, izjavio aljmaški župnik Ante Markić u Osijeku.[2]
- KONGREGACIJA za evangelizaciju naroda Svete Stolice izrazila u povodu mučeničke smrti svećenika Filipa Lukende i časne sestre Cecilije Grgić duboku sućut banjalučkom biskupu Franji Komarici.[2]
- JEDNA osoba poginula a pet teže ili lakše ranjeno od granate koja je u prijepodnevnim satima pala na tržnicu Alipašino polje, izvijestila Informativna služba Prvog korpusa Armije BiH.[2]
- U ŽUPI Trn u banjalučkoj općini dignuta u zrak župna crkva sv. Josipa, te zapaljena, priopćeno iz Vikarijata banjalučke biskupije u Zagrebu.[2]
- NAKON opsežnih rasprava Predsjednik Federacije BiH Krešimir Zubak i dopredsjednik Ejup Ganić, uz posredovanje Charlsa Tomasa i mene, potpisali su sporazum, kojim će se ubrzati provedba ustroja Federacije BiH, izjavio Michael Steiner na konferenciji za novinare u Mostaru.[2]
- MEĐUNARODNI posrednik za bivšu Jugoslaviju David Owen izjavio za BBC kako bi Miloševićevo priznanje BiH bio važan korak u zaustavljanju sukoba u tom području.[2]

### 19. svibnja
- HRVATSKI veleposlanik pri UN Mario Nobilo poslao glavnom tajniku UN Boutrosu Ghaliju pismo, u kojem ga izvještava da su hrvatske vlasti pronašle u zapadnoj Slavoniji platne liste oficira u stalnoj službi u vojsci Jugoslavije, koji su bili u aktivnoj službi na okupiranim područjima Hrvatske, što još jednom potvrđuje umiješanost Beograda.[2]
- SRBI nisu nikad ispoštovali zagrebački sporazum, a mjesec dana prije nas ušli su duboko u zonu razdvajanja, izjavio u intervjuu za Večernji list general bojnik Đuro Dečak.[2]
- ZA CIVILNO se stanovništvo u zapadnoj Slavoniji po jednakim načelima dijeli humanitarna pomoć, bez obzira na nacionalnost, dob i spol, izjavio u intervjuu za Večernji list predstojnik Hrvatskog crvenog križa dr. Nenad Javornik.[2]

### 20. svibnja
- PRVI put nakon 1991. u teško oštećenoj crkvi sv. Nikole i uznesenja Blažene Djevice Marije u Jasenovcu župnik Josip Firšt služio Svetu misu, kojoj su bili nazočni mnogobrojni prognanici.[2]

### 21. svibnja
- PREDSJEDNIK Republike Hrvatske dr. Franjo Tuđman primio u Predsjedničkim dvorima predsjednika Međunarodne parlamentarne unije dr. Otta von Habsburga, koji mu je predložio uspostavu hrvatskog ministarstva za europska pitanja.[3]
- NOVI zapovjednik odmetničkih srpskih snaga u Hrvatskoj general Mile Mrkšić građanin je Srbije i na platnom popisu glavnog stožera Vojske Jugoslavije.[3]
- NA BIHAĆKOM području traju žestoke borbe sa srpskim formacijama.[3]

### 22. svibnja
- PREMA posljednjim podacima kojima raspolaže UNCRO, oko 3.800 Srba, koji su za vrijeme operacije Bljesak izbjegli iz zapadne Slavonije, ovih je dana iz Bosne premješteno u istočnu Slavoniju.[3]
- ZAPADNU Slavoniju u konvojima UNHCR-a dosad napustile 1.694 osobe srpske nacionalnosti.[3]
- NASTAVLJAJU se pritiscii protjerivanja Hrvata iz Bapske, Lovasa, Šarengrada i drugih naselja u istočnoj Slavoniji.[3]
- U OSJEČKOM istražnom zatvoru, nakon akcije Bljesak u zapadnoj Slavoniji, nalazi se 31 osoba osumnjičena, optužena, ili u odsutnosti presuđena, za najteži oblik oružane pobune protiv Republike Hrvatske - kazneno djelo koje ne podliježe zakonu o oprostu.[3]
- BANJALUČKI biskup dr. Franjo Komarica već šesti dan štrajka glađu zbog stalnog terora srpskih ekstremista nad nasrpskim pučanstvom, ubijanja nedužnih civila, svećenika, te nezainteresiranosti međunarodne zajednice za sprječavanje terora i progona.[3]
- MINISTAR savjetnik u Stalnoj misiji Republike Hrvatske pri UN u Ženevi Neven Madey uputio visokim svjetskim dužnosnicima u Ženevi apel Zajednice prognanih i izbjeglih Hrvata, u kojem je zatražena pomoć za zaštitu ljudskih prava Hrvata i drugih građana nesrpske narodnosti u Vojvodini, koji su izloženi učestalom teroru srbijanskih vlasti i neometanih skupina bandita.[3]

### 23. svibnja
- ČAŠA teških nepravdi i trajne obespravljenosti, nezaštićenosti i neizvjesnosti već je prepuna! Trebamo hitno konkretnu, učinkovitu pomoć u oduzetim nam i pogaženim osnovnim ljudskim i građanskim i slobodama, stoji u pismu banjalučkog biskupa Komarice predsjedniku Tuđmanu.[3]
- NAKON spaljivanja katoličke crkve u Hrtkovcima, pogrdnih grafita na crkvama u Subotici i nekim drugim mjestima Vojvodine, u kojima se traži smrt ili protjerivanje Hrvata iz Vojvodine, srušena do temelja katolička crkva u naselju Vašice pokraj Šida.[3]
- PREDSJEDNIK Srpske narodne stranke (SNS) Milan Đukić na konferenciji za novinstvo u Zagrebu ocijenio model reintegracije primijenjen u zapadnoj Slavoniji neuspješnim.[3]
- KARADŽIĆEVE vlasti uvele od siječnja ove godine posebnu pristojbu za Hrvate i Muslimane od 30 DEM po članu domaćinstva za boravak u srpskoj paradržavi.[3]
- SRBIJANSKI predsjednik Slobodan Milošević odbio novi plan kontaktne skupine o priznanju BiH u zamjenu za suspenziju većine gospodarskih sankcija, izvijestio New York Times, pozivajući se na izvore u američkoj administraciji.[3]

### 24. svibnja
- NAREĐIVAO je klanja i mučenja, izjavio je za Večernji list, u povodu uhićenja u Splitu jednog od zapovjednika zloglasnog logora Manjača Mirka Graorca bivši logoraš Boris Duvnjak, rodom iz Mrkonjić Grada.[3]

### 25. svibnja
- HRVATSKA ulaže goleme napore da postigne poštovanje ljudskih prava na najvišoj razini, izjavio izaslanik glavnog tajnika UN Yasushi Akashi nakon razgovora u Zagrebu s ing. Hrvojem Šarinićem, koji ga je upozorio da se ne koriste dvostruka mjerila kod ocjene zaštite ljudskih prava.[3]
- HRVATSKA Vlada uložila oštar prosvjed Uredu Vlade SRJ u Zagrebu, u kojem zahtijeva da organi SRJ sve učine kako bi zaštitili građane hrvatske nacionalnosti i spriječili daljnja flagrantna kršenja njihovih osnovnih ljudskih i građanskih prava.[3]
- BANJALUČKI biskup Franjo Komarica prekinuo štrajk glađu, nakon što ga je posjetio episkup zahumsko-hercegovački Atanasije Jeftić, koji mu je predao Saopćenje za javnost Svetog arhijerejskog sinoda od 18. svibnja 1995., te izrazio žalost zbog svih tragičnih događaja što su se u toj biskupiji dogodili u posljednja tri tjedna, a koji su posebno pogodili Katoličku crkvu.[3]
- IAKO još ne posjedujem sve podatke, mogu reći da u akciji Hrvatske vojske nije bilo masovnijeg kršenja ljudskih prava, izjavio na konferenciji za novinare u Zagrebu posebni izvjestitelj UN za ljudska prava na prostoru bivše Jugoslavije Tadeusz Mazowiecki.[3]
- ŠEST lovaca-bombardera iz sastava zračne flote NATO-a bombardiralo srpske položaje blizu Pala, pogođen je samo jedan cilj, što je trebalo da bude znak opomene, izjavio zapovjednik južnog krila NATO-a u Napulju američki admiral Leigton Smith. Napad je zahtijevao Yasushi Akashi jer srpski pobunjenici nisu do kraja poštovali ultimatum koji im je večer ranije uputio zapovjednik UNPROFOR-a u BiH general Rupert Smith, da prekinu borbe i vrate četiri topa ukradena iz skladišta plavih kaciga.[3]

### 26. svibnja
- PREDSJEDNIK Tuđman primio u Predsjedničkim dvorima prvog potpredsjednika Islamske Republike Irana Hasana Habibija, koji ga je izvijestio o odluci da se uspostavi mješovita komisija za unapređenje gospodarske suradnje između Hrvatske i Irana, s jedne strane, te između Irana, Republike Hrvatske i Republike BiH, s druge strane.[3]
- ZRAKOPLOVI NATO-a ponovno bombardirali srpska skladišta oružja i streljiva u Jahorinskom potoku blizu Pala, nakon što su Srbi prekršili i drugi ultimatum koji im je postavio zapovjednik zaštitnih snaga general Rupert Smith. Srbi, za odmazdu, ponovno bombardirali civilne ciljeve u Sarajevu.[3]
- POSLIJE neuspjeha u Zapadnom sektoru, Srbi su prvi put shvatili da su na gubitničkoj strani, izjavio u intervjuu Večernjem listu hrvatski ministar obrane Gojko Šušak.[3]
- PREMINUO jedan od najboljih košarkaša u povijesti hrvatske i svjetske košarke i hrvatski diplomat u SAD Krešimir Ćosić, javlja HINA iz Washingtona.[3]

### 27. svibnja
- I MILOŠEVIĆ i drugi čimbenici u Beogradu došli do zajedničkog zaključka da je program ostvarenja velike Srbije na račun hrvatskih područja neostvariv, izjavio predsjednik Tuđman u intervjuu glavnim urednicima hrvatskih glasila.[3]
- UVJEREN sam da su energija i duh hrvatskog naroda dorasli izazovima državne izgradnje. Vaše je društvo napredovalo u jamčenju dostojanstvenog postupka prema svim osobama u Hrvatskoj i u odgovornom vođenju svojih inozemnih odnosa, stoji u čestitci Billa Clintona predsjedniku Tuđmanu u povodu Dana državnosti.[3]

### 28. svibnja
- NA SVEČANOSTI u Predsjedničkim dvorima u povodu dana oružanih snaga, Dana državnosti i pete obljetnice samostalne Hrvatske, predsjednik Republike Hrvatske dr. Franjo Tuđman odlikovao i promaknuo u više činove više vojnih i civilnih osoba. U ime promaknutih i odlikovanih zahvalio je stožerni general Janko Bobetko.[3]

### 29. svibnja
- HRVATSKA - politički i moralni pobjednik, naglasio u poslanici prigodom Dana državnosti i 5. obljetnice samostalnosti hrvatske države predsjednik Republike Hrvatske dr. Franjo Tuđman na svečanoj sjednici hrvatskog Sabora.[3]
- PREDSJEDNIK Tuđman svečano u Zagrebu otvorio novu zgradu Nacionalne i sveučilišne biblioteke, gdje će na 45 tisuća četvornih metara biti smješteno oko dva milijuna knjiga i druge pisane građe, a nova će spremišta moći primiti pet milijuna svezaka.[3]
- U POVODU pete obljetnice hrvatske državnosti, predsjednik RH dr. Franjo Tuđman pomilovao 534 pravomoćno osuđene osobe.[3]
- PRIMANJE Hrvatske u UN 1992. godine, onaj povratak iz New Yorka u Zagreb, slavlje i ona masa ljudi na Trgu bana Jelačića se ne zaboravljaju. Taj trijumfalni povratak bio je pobjeda Hrvatske, koja je od 1990. bila u grču, u utrci s vremenom, u rat, rekao predstojnik Ureda Predsjednika Republike Hrvatske ing. Hrvaoje Šarinić u intervjuu Večernjem listu.[3]
- BOSANSKI Srbi srušili helikopter u kojem se nalazio ministar vanjskih poslova BiH Irfan Ljubijankić. Poginuli svi putnici i posada helikoptera.[3]

### 30. svibnja
- Na jezeru Jarun u Zagrebu održan, u povodu Dana državnosti, svečani mimohod, dosad najveći prikaz hrvatskih oružanih snaga - na kopnu, moru i u zraku. Ispred svečane tribine, pred predsjednikom Republike Hrvatske dr. Franjom Tuđmanom kao vrhovnim zapovjednikom oružanih snaga, prodefiliralo više od 3.700 sudionika, oko 220 borbenih vozila, četrdesetak letjelica, ophodni i diverzantsko-desantni čamci, pontonske amfibije, ronioci te padobranci.[3]

### 31. svibnja
- Bosanski Srbi zatvorili, ili ograničili kretanje za više od 370 plavih kaciga i vojnih promatrača UN-a. Njih sedamnaest drže kao ljudski štit na položajima.[3]
- U Jadranu je trenutačno 13.000 američkih marinaca, izvijestio Pentagon. Još 4.000 američkih vojnika je raspoređeno u Italiji.[3]